# Símaco
Símaco (Cerdeña, c. 450-Roma, 19 de julio de 514) fue el 51.er papa de la Iglesia católica, de 498 a 514.

## Biografía
Hijo de un tal Fortunato, fue archidiácono durante el pontificado de Anastasio II a quien sucedió en el pontificado al ser elegido por una parte del clero romano. 
El mismo día de su elección, el 22 de noviembre de 498, una facción disidente del clero romano apoyada por el emperador bizantino Anastasio I, y encabezada por el senador Festo, procedió a la elección del arcipreste de Santa Práxedes, Lorenzo, como antipapa.
Ante la existencia de dos pontífices, el rey  ostrogodo Teodorico el Grande, intentó acabar con el naciente cisma apoyando a Símaco quien, el 1 de marzo de 499 convocó un concilio en Roma en el que Lorenzo, tras aceptar la legitimidad de su rival como pontífice, fue nombrado obispo de Nocera. En este sínodo se decretó que todo clérigo que, durante el pontificado de un papa,  intrigase para elegir a su futuro sucesor, sería excomulgado.
El cisma sin embargo se reinició cuando, en 501, el senador Festo acusó a Símaco de diversos crímenes y convenció a Lorenzo para que regresase a Roma. El Papa se negó a comparecer ante el rey para responder de las acusaciones alegando que ningún poder temporal tenía jurisdicción sobre él.
Se convocó nuevamente un sínodo conocido como Synodus Palmaris que, el 23 de octubre de 502, decretó que ninguna corte humana podía enjuiciar a un papa ya que este sólo podía ser juzgado por Dios.
Ante esto, Teodorico instaló a Lorenzo en el Palacio de Letrán como papa, con lo que el cisma se mantuvo abierto durante cuatro años hasta que, en 506, el rey retiró su apoyo a Lorenzo por su excesiva connivencia con la corte bizantina y, tras expulsar a todos los probizantinos, apoyó definitivamente a Símaco.
Durante su pontificado, Símaco apoyó económicamente a los obispos de África que se encontraban desterrados en Cerdeña tras las persecuciones a que los vándalos, de doctrina arriana, habían sometido a la Iglesia del norte de África. También concedió la libertad a los esclavos que mantenía la Iglesia y, asimismo, se le atribuye la construcción inicial del Palacio Vaticano.
Falleció el 19 de julio de 514.